# Isla de la Soledad
La isla de la Soledad (en ruso: Oстров Уединения; Ostrov Uedineniya), (Einsamkeit Insel en alemán),  es una isla deshabitada localizada en el Ártico, en el centro del mar de Kara. Tiene 18,5 km de largo y su superficie es de 202 km². Aunque no sea una isla llana, su altura no sobrepasa los 30 m.
Administrativamente, la isla de la Soledad pertenece al Krai de Krasnoyarsk de la Federación de Rusia.

## Historia
Esta isla fue descubierta en 1878 por el capitán noruego Edvard Holm Johannesen de Tromsø que le dio el poético nombre de "Soledad" («Ensomheden» en noruego) a causa de su posición solitaria y aisladísima, lejos de toda tierra en un mar remoto y desolador. 
Muchos años más tarde, en 1931, el oceanógrafo ruso Vladimir Vize quiso explorar la zona que circunda la isla de la Soledad con el rompehielos soviético Malygin. Sin embargo, el mal tiempo, habitual en esta isla asolada, unido al hielo y la niebla, se lo impidieron. Vize estaba convencido de que había otras tierras por descubrir en las inmediaciones de la isla de la Soledad. Aunque el profesor Vize fuera toda una autoridad en materias del Ártico, a finales del siglo las fotografías de satélite de la zona demostrarían que esta isla estaba efectivamente en una posición de total aislamiento y que la isla más cercana se halla a más de 150 km. Poco tiempo después, el gobierno de la URSS construyó una estación meteorológica en la isla de la Soledad. 
En septiembre de 1942 el submarino U-251 de la Kriegsmarine al mando del capitán Timm atacó la pequeña e indefensa estación soviética de la isla de la Soledad saliendo a la superficie y disparándole unas cuantas granadas con su cañón. Esa sería la última acción de la Operación Wunderland antes de que se tuviera que interrumpir a causa de la proximidad de las heladas. Una vez reparados los daños, la estación ártica continúa funcionando durante la guerra fría.
Desde mayo de 1993, la isla de la Soledad forma parte de la Gran Reserva Natural del Ártico, la mayor reserva natural de Rusia. Las focas, morsas, osos polares, así como la multitud de aves marinas de diversas especies que encuentran refugio sobre esta isla lejos del mundo, se hallan actualmente protegidos bajo el reglamento de la reserva natural.
La estación ártica en la isla de la Soledad fue cerrada definitivamente en 1996.